# Richmond, Kansas
Richmond là một thành phố thuộc quận Franklin, tiểu bang Kansas, Hoa Kỳ. Năm 2010, dân số của xã này là 464 người.

## Dân số
Dân số các năm:
- Năm 2000: 510 người
- Năm 2010: 464 người